# Handleyomys saturatior
Handleyomys saturatior är en däggdjursart som beskrevs av Clinton Hart Merriam 1901. Handleyomys saturatior ingår i släktet Handleyomys och familjen hamsterartade gnagare. Inga underarter finns listade i Catalogue of Life.
Individerna blir 9,0 till 10,3 cm långa (huvud och bål), haren 10,5 till 12,2 cm lång svans och 2,5 till 2,8 cm långa bakfötter. Viktuppgifter saknas. Pälsen på ovansidan har en kanelbrun grundfärg med flera svarta hår inblandade. Pälsen är mörkast på huvudets och ryggens topp. Undersidans päls har främst en ljus ockra till gulbrun färg. Hakan och strupen är täckta av vitaktig päls. Handleyomys saturatior har svartaktiga öron, bruna fötter med gulaktiga tår och en helt mörk svans.
Denna gnagare förekommer i Centralamerika från södra Mexiko till Honduras. Den lever i kulliga områden och i bergstrakter mellan 750 och 2500 meter över havet. Habitatet utgörs främst av fuktiga städsegröna eller delvis lövfällande skogar. Arten hittas även i angränsande jordbruksmark. Individerna är aktiva på natten och går främst på marken.